# Anthidium espinosai
Anthidium espinosai är en biart som beskrevs av Ruiz 1938. Anthidium espinosai ingår i släktet ullbin, och familjen buksamlarbin. Inga underarter finns listade i Catalogue of Life.